# Kainan Rupēs
Le Kainan Rupēs sono una struttura geologica della superficie di Mercurio.